# Desenvolupament econòmic

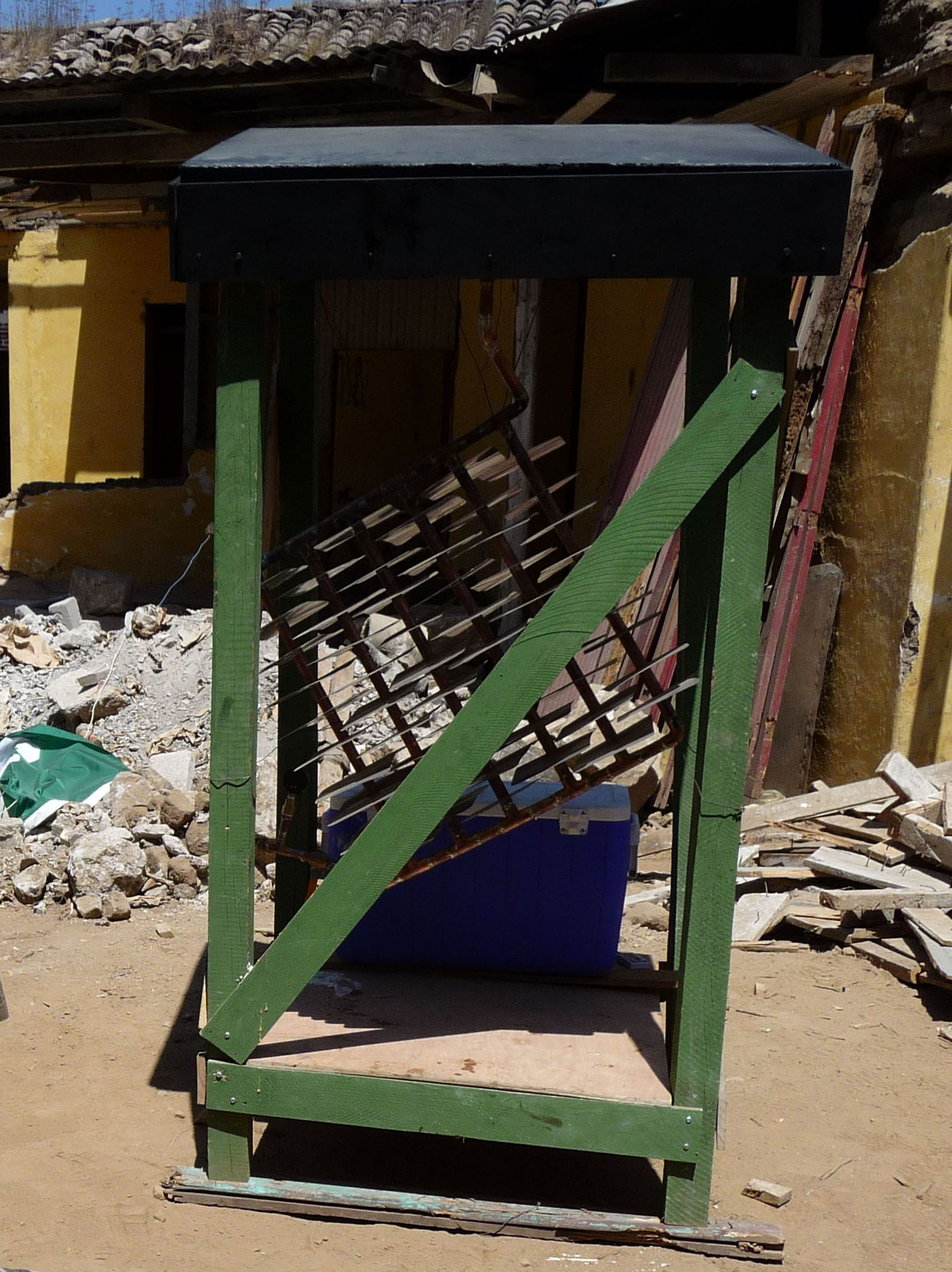
Nevera per vacunes amb funcionament solar.

El desenvolupament econòmic són les accions sostingudes en el temps que han estat concertades pels responsables polítics i les comunitats per a millorar el nivell de vida i l'expansió econòmica d'una àrea específica. El desenvolupament econòmic també es pot referir als canvis quantitatius i qualitatius de l'economia. Aquestes accions poden afectar diverses àrees, com ara el desenvolupament del capital humà, les infraestructures bàsiques, la competitivitat regional, la sostenibilitat, la inclusió social, la salut, la seguretat, i l'alfabetisme. El desenvolupament econòmic no és el mateix que el creixement econòmic. Mentre que el desenvolupament econòmic és una intervenció pública que té a veure amb el benestar econòmic i social de les persones, el creixement econòmic té a veure amb la productivitat del mercat i el creixement del producte interior brut (PIB). Alguns economistes, com ara Amartya Sen, assenyalen que «el creixement econòmic és un dels aspectes del procés de desenvolupament econòmic».